# Pofadderschaamhaai
De pofadderschaamhaai (Haploblepharus edwardsii) is een vissensoort uit de familie van de kathaaien (Scyliorhinidae). De wetenschappelijke naam van de soort is voor het eerst geldig gepubliceerd in 1822 door Heinrich Rudolf Schinz.